# Strehaia
Strehaia – miasto w Rumunii, w okręgu Mehedinți. Liczy 12 tys. mieszkańców (2006).